# ハイ・クライムズ
『ハイ・クライムズ』（High Crimes）は、2002年にアメリカで公開されたサスペンス映画。ジョセフ・ファインダーの小説『バーニング・ツリー』（原題は同じくHigh Crimes）を原作としている。

## ストーリー
2002年。女性弁護士のクレア・キュービックは、建築会社を経営する夫トムと共に幸せな日々を送っていた。だが、そんなある日、二人の家に強盗が侵入。二人とも無事だったが、警察が事件を捜査していく内に、トムの本名がロン・チャップマンであること、過去に海兵隊の特殊工作部隊に所属していたことが判明する。しかも、彼には1988年にエル・サルバドルで一般市民9人を殺害した容疑がかけられており、結果FBIに逮捕されてしまうのだった。自身の無罪を訴えるトムと、彼を信じて軍事法廷に立つことを決意するクレア。そして軍事裁判に関する知識が豊富な、老弁護士チャーリー・グライムス。チャーリーの手助けを借りながら、軍の隠された実態を暴いていくクレアだったが、事態は予想だにしない方向に向かっていく。

## キャスト
| 役名                                              | 俳優                           | 日本語吹替                                                                                         | 日本語吹替                                                                                |
| 役名                                              | 俳優                           | ソフト版                                                                                           | テレビ朝日版                                                                              |
| ------------------------------------------------- | ------------------------------ | -------------------------------------------------------------------------------------------------- | ----------------------------------------------------------------------------------------- |
| クレア・キュービック                              | アシュレイ・ジャッド           | 佐々木優子                                                                                         | 佐々木優子                                                                                |
| チャーリー・グライムス                            | モーガン・フリーマン           | 辻萬長                                                                                             | 坂口芳貞                                                                                  |
| トム・キュービック / ロン・チャップマン海兵隊軍曹 | ジェームズ・カヴィーゼル       | 郷田ほづみ                                                                                         | 咲野俊介                                                                                  |
| テレンス・エンブリー海兵隊中尉                    | アダム・スコット               | 川本克彦                                                                                           | 村治学                                                                                    |
| ジャッキー・グリマルディ                          | アマンダ・ピート               | 高乃麗                                                                                             | 小島幸子                                                                                  |
| ビル・マークス海兵隊准将                          | ブルース・デイヴィソン         | 小山武宏                                                                                           | 佐々木勝彦                                                                                |
| マリンズFBI特別捜査官                             | トム・バウアー                 | 廣田行生                                                                                           | 稲葉実                                                                                    |
| ジェームズ・ヘルナンデス海兵隊少佐                | フアン・カルロス・エルナンデス | | 落合弘治                                                                                  |
| ルーカス・ウォルドロン海兵隊少佐                  | マイケル・ガストン             | 水野龍司                                                                                           | 石塚運昇                                                                                  |
| ファレル海兵隊大佐                                | ジュード・チコレッラ           | | 稲垣隆史                                                                                  |
| エルサルバドル人の男                              | エミリオ・リヴェラ             | | 横島亘                                                                                    |
| トロイ・アボット                                  | マイケル・シャノン             | | 中田和宏                                                                                  |
| フランクリン                                      | ジョン・アピチェッラ           | 稲葉実                                                                                             |                                                                                           |
| ラピエール海兵隊中佐                              | ドーン・ハドソン               | | 沢田敏子                                                                                  |
| その他                                            | N/A                            | 伊藤栄次 樫井笙人 斎藤恵理 塚田正昭 坂口賢一 竹村叔子 高瀬右光 よのひかり 川村拓央 深水由美 岸祐二 | すずき紀子 大川透 田村聖子 小野健一 遠藤純一 竹田雅則 駒谷昌男 高階俊嗣 大久保利洋 白石充 |
|                                                   |                                | |                                                                                           |
| 演出                                              |                                | 松岡裕紀                                                                                           | 伊達康将                                                                                  |
| 翻訳                                              |                                | 中島多恵子                                                                                         | 島多恵子                                                                                  |
| 録音                                              |                                | 東京テレビセンター                                                                                 |                                                                                           |
| 調整                                              |                                | | 金谷和美                                                                                  |
| 効果                                              |                                | | サウンドボックス                                                                          |
| 制作                                              |                                | マイ・ディア・ライフ                                                                               | 東北新社                                                                                  |

- テレビ朝日版：初回放送2006年2月5日 『日曜洋画劇場』 21:00-22:54